# Cees Bol
Cees Bol (Zaandam, 27 juli 1995) is een Nederlands wielrenner die op de baan en weg actief is en sinds 2023 rijdt voor Astana Qazaqstan.

## Carrière
In 2015 won Bol het sprintklassement in de Ster ZLM Toer, met een voorsprong van twee punten op zowel Twan Brusselman als Jetse Bol (geen familie).
In de Paris-Arras Tour in 2016 stond Bol na de eerste etappe aan de leiding van het jongerenklassement. Een dag later verloor hij deze trui aan Przemysław Kasperkiewicz. In de eindstand werd Bol tweede, zeven seconden achter Rémi Cavagna. In de Olympia's Tour stond Bol na de ploegentijdrit dertiende in het het algemeen klassement. Na zijn vierde plek in de tweede etappe stond hij tweede, op zestien seconden van leider Pavel Sivakov. Na de vijfde etappe, waarin Bol achter Christopher Latham tweede werd in de massasprint, nam hij de leiderstrui over van de Rus. In de laatste etappe wist hij zijn positie met succes ter verdedigen, waardoor hij Jetse Bol opvolgde op de erelijst. Elf dagen later sprintte hij op het wereldkampioenschap voor beloften naar de vijftiende plaats.
Omdat Rabobank aan het eind van het seizoen 2016 stopte met de sponsoring van de opleidingsploeg, moest Bol op zoek naar een nieuwe ploeg. Hij tekende een contract bij SEG Racing Academy. In zijn eerste seizoen bij die ploeg werd hij onder meer vijftiende in de Gooikse Pijl. Bol miste het grootste gedeelte van het seizoen 2017 door een hersenschudding. In maart 2018 won hij de kermiskoers Wanzeel Koerse en reed hij naar de dertiende plek in de Dorpenomloop Rucphen.

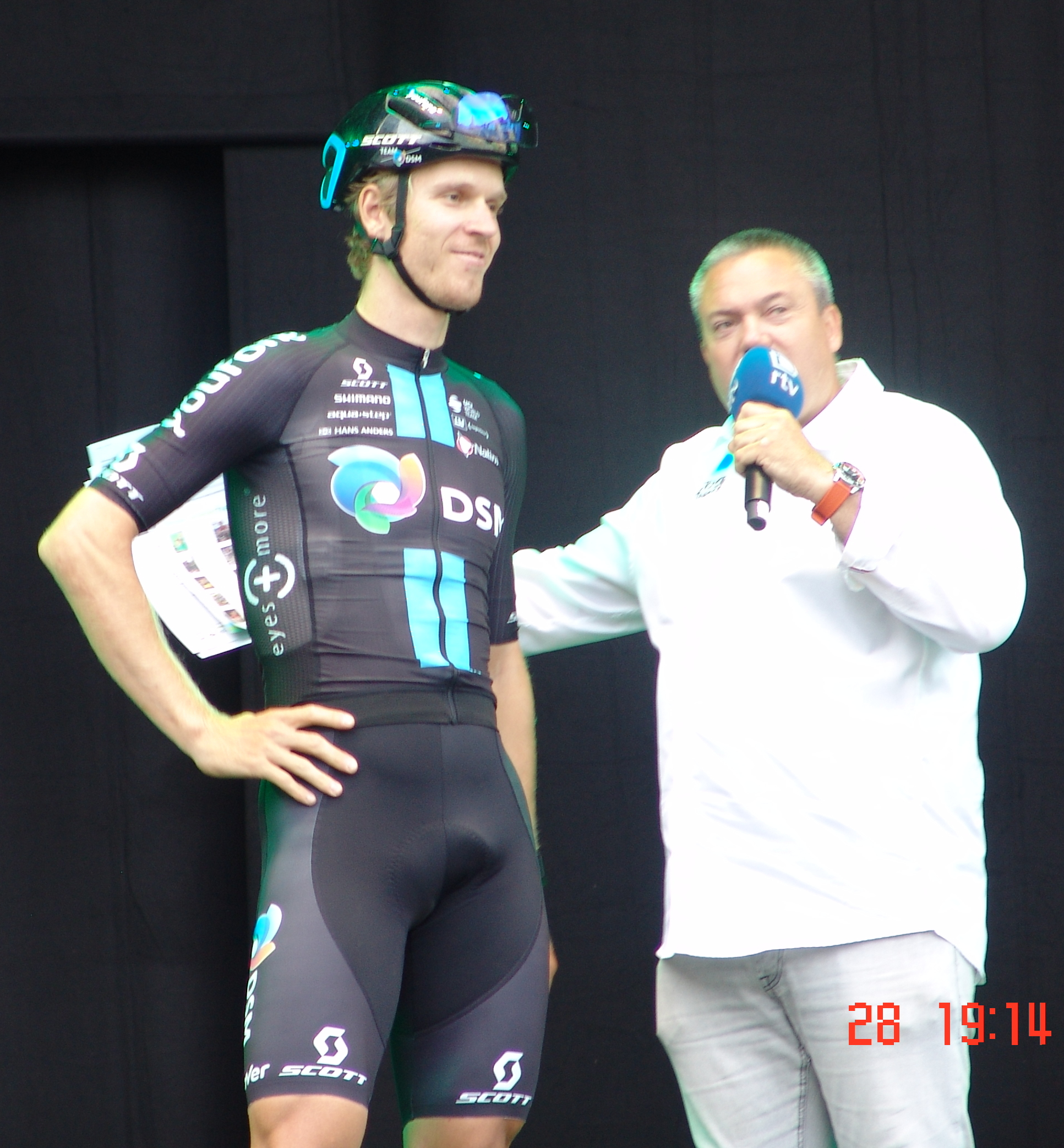
Cees Bol in het na-Tourcriterium van Herentals (2022)

In maart 2019 won hij in dienst van Team Sunweb de kasseienkoers Nokere Koerse. Sindsdien is Bol de enige Nederlandse wielrenner met een Belgische fanclub. Een aantal Belgen had op Bol geld gewed vanwege zijn leuk klinkende naam. Toen hij als outsider de wedstrijd won, wonnen de wielerfans 2000 euro. Besloten werd dat het geld zou worden gebruikt als startkapitaal voor de fanclub en Bol achterna te reizen, zoals op het NK van 30 juni 2019, waar Bol vijfde werd. Dit lichtte Bol zelf toe in De Avondetappe.
Door het uitvallen van Tom Dumoulin voor de Ronde van Frankrijk 2019 nam Sunweb Bol mee naar de Tour om zijn debuut te maken. Bol is een van de 11 Nederlandse wielrenners die van start ging. In de 11e etappe werd hij 8e. In de laatste tourweek besloot Team Sunweb hem vóór een aantal zware bergetappes uit de koers te halen om hem te sparen voor het naseizoen.

## Palmares

### Baanwielrennen
| Jaar | NK                                                  | EK             | WK             | Overige                      |
| ---- | --------------------------------------------------- | -------------- | -------------- | ---------------------------- |
| 2016 | 5e scratch 7e koppelkoers                           |                |                |                              |
| 2017 | 4e koppelkoers 4e puntenkoers 5e omnium             |                |                |                              |
| 2018 | koppelkoers · 4e 50km · 5e scratch · 9e puntenkoers |                |                | Wieler 3 daagse Alkmaar      |
| 2019 | Geen deelnames                                      | Geen deelnames | Geen deelnames | Geen deelnames               |
| 2020 | Geen deelnames                                      | Geen deelnames | Geen deelnames | Geen deelnames               |
| 2021 | koppelkoers                                         |                |                |                              |
| 2022 |                                                     |                |                | Rotterdam: 4e eindklassement |
| 2023 | puntenkoers · 4e koppelkoers · 9e scratch           |                |                |                              |
| 2024 | koppelkoers · 6e omnium                             |                |                |                              |

### Wegwielrennen
2015
Sprintklassement Ster ZLM Toer
2016
Eindklassement Olympia's Tour
2018
5e etappe Ronde van Bretagne
Ardense Pijl
Ronde van de Achterhoek
2019
Nokere Koerse
7e etappe Ronde van Californië
1e etappe Ronde van Noorwegen
GP Zele
2020
3e etappe Ronde van de Algarve
2021
2e etappe Parijs-Nice
GP Lucien Van Impe
2022
2e etappe Ronde van Groot-Brittannië

#### Resultaten in voornaamste wedstrijden
| Jaar | Ronde van Italië | Ronde van Frankrijk | Ronde van Spanje |
| ---- | ---------------- | ------------------- | ---------------- |
| 2018 |                  |                     |                  |
| 2019 |                  | opgave              |                  |
| 2020 |                  | 140e                |                  |
| 2021 |                  | 140e                |                  |
| 2022 | opgave           |                     |                  |
| 2023 |                  | 149e                |                  |
| 2024 |                  | 138e                |                  |
| 2025 |                  | opgave              |                  |

| Jaar | Milaan-San Remo | Gent-Wevelgem | Ronde van Vlaanderen | Parijs-Roubaix | Nokere Koerse | Parijs-Tours |  | Wereldranglijsten |
| ---- | --------------- | ------------- | -------------------- | -------------- | ------------- | ------------ |  | ----------------- |
| 2018 |                 |               |                      |                |               | 76e          |  | 163e (UWR)        |
| 2019 |                 | 45e           | opgave               | 62e            | ↑             | 15e          |  | 125e (UWR)        |
| 2020 | 137e            | 21e           | opgave               |                |               |              |  | 296e (UWR)        |
| 2021 |                 | opgave        |                      | 50e            |               | 89e          |  | 287e (UWR)        |
| 2022 |                 | opgave        |                      |                |               |              |  | 1202e (UWR)       |
| 2023 | 57e             |               |                      | 131e           |               |              |  | 183e (UWR)        |
| 2024 | 150e            | 98e           | opgave               | 80e            |               | 6e           |  |                   |
| 2025 |                 | 71e           | 31e                  | 29e            | 76e           |              |  |                   |

### Resultaten in kleinere rondes
| Jaar | Tour Down Under | UAE Tour | Parijs-Nice | Tirreno-Adriatico | Ronde van Californië | Ronde van Zwitserland | Benelux Tour |
| ---- | --------------- | -------- | ----------- | ----------------- | -------------------- | --------------------- | ------------ |
| 2018 |                 |          |             |                   |                      |                       |              |
| 2019 | 109e            | 123e     |             |                   | 78e (1)              |                       |              |
| 2020 |                 |          | 38e         |                   |                      |                       |              |
| 2021 |                 | 121e     | 120e (1)    |                   |                      |                       | opgave       |
| 2022 |                 | 104e     | opgave      |                   |                      | opgave                |              |
| 2023 |                 | 86e      | opgave      |                   |                      |                       | opgave       |
| 2024 |                 |          |             | 110e              |                      | 132e                  |              |
| 2025 |                 |          | opgave      |                   |                      |                       |              |

## Ploegen
- 2014 –  Rabobank Development Team
- 2015 –  Rabobank Development Team
- 2016 –  Rabobank Development Team
- 2017 –  SEG Racing Academy
- 2018 –  SEG Racing Academy
- 2019 –  Team Sunweb
- 2020 –  Team Sunweb
- 2021 –  Team DSM
- 2022 –  Team DSM
- 2023 –  Astana Qazaqstan
- 2024 –  Astana Qazaqstan
- 2025 –  XDS Astana Team

Bol · Budding · Dolfsma · van Dongen · van Empel · Gerts · Godrie · Havik · Hofstede · Honingh · Korevaar · Lindeman · Looij · Meijers · Oomen · Roosen · Slik · Teunissen · van Trijp · Tusveld
Bax ·
Bol ·
Budding ·
Cornelisse ·
Godrie ·
Havik ·
Hofstede ·
Honigh ·
Korevaar · 
Lenderink ·
Maas ·
Meijers ·
Nieuwenhuis ·
Oomen ·
Tolhoek ·
van Trijp ·
Tusveld ·
de Vries ·
Wouters
Bax · Bol · Bouwmans · Budding · Cornelisse · Godrie · Gunst · van der Heijden · Hofstede · Honigh · Korevaar · Lenderink · Maas · Meijers · Nieuwenhuis · Nieuwpoort · Olieslagers · Tusveld · de Vries · Wouters
Affini · van den Berg · Bol · Cullaigh · Eriksson · Evensen · Jakobsen · Janssen · de Jong · Kooistra · Lenderink · Maas · Peters · Schelling · de Vries · Williams · Meeus (stagiair)
Affini · Arensman · van den Berg · Bol · Hoole · Kooistra · Lenderink · Maas · Meeus · Schelling · Stavrakakis · Verboom · Williams
Arndt · Bakelants ·  Bol · Curvers · Dumoulin · Fröhlinger · Haga · Hamilton · Hindley · Hirschi · Kämna · Kanter · Kelderman · A. Kragh Andersen · S. Kragh Andersen · Matthews · Nieuwenhuis · Oomen · Pedersen · Power · Roche · Storer · Stork · Tusveld · Vervaeke · Walscheid · Eekhoff (stagiair) · Kooistra (stagiair) · Salmon (stagiair)
Arensman (vanaf 1 juli) · Arndt · Benoot · Bol · Dainese · Denz · Donovan · Eekhoff · Gall · Haga · Hamilton · Hindley · Hirschi · Kanter · Kelderman · A. Kragh Andersen · S. Kragh Andersen · Matthews · Nieuwenhuis · Oomen · Pedersen · Power · Roche · Salmon · Storer · Stork · Sütterlin · Tusveld · Van Wilder · Vermaerke (stagiair)
Arensman · Arndt · Bardet · Benoot · Bol · Brenner · Combaud · Dainese · Denz · Donovan · Eekhoff · Gall · Haga · Hamilton · Hindley · Kanter · A. Kragh Andersen · S. Kragh Andersen · Leknessund · Markl · Nieuwenhuis · Pedersen · Roche · Salmon · Storer · Stork · Sütterlin · Tusveld · Vermaerke · Van Wilder
Arensman · Arndt · Bardet · Bittner (vanaf 1/8) · Bol · Brenner · Combaud · Dainese · Degenkolb · Denz · Donovan · Eekhoff · Hamilton · Heinschke · Hvideberg · A. Kragh Andersen · S. Kragh Andersen · Leknessund · Markl · Mayrhofer · Naberman · Nieuwenhuis · Pedersen · Rodenberg · Stork · Tusveld · van Uden (vanaf 1/8) · Vandenabeele · Vermaerke · Welsford
Basso · Battistella · Boaro · Bol · Broesenski · Cavendish · Chzhan · de la Cruz · Dombrowski · Fjodorov · Felline · Garofoli · Gïdïç · Groezdev · Laas · Loetsenko · Martinelli · Moscon · Natarov · Nibali · Nurlykhassym · Pronskïÿ · Raboesjenka · Romo · Sánchez · Scaroni · Syritsa · Tejada · Velasco · Zejts
Ballerini · Battistella · Bettiol (vanf 15/8) · Bol · Brusenskii · Cavendish · Charmig · Fjodorov · Fortunato · Garofoli · Gazzoli · Giditş · Groezdev · Kanter · Koezmin · López · Loetsenko · Maroechin · Mulubrhan · Mørkøv · Pronskii · Scaroni · Schelling · Selig · Syritsa · Tejada · Tsjzjan · Umba · Velasco · Vinokoerov · Goyo (stagiair) · Smirnov (stagiair) · Trezise (stagiair)